# Delmenhorst
Delmenhorst je město s postavením městského okresu v německé spolkové zemi Dolní Sasko. Leží v regionu Oldenburger Land a tvoří součást metropolitního regionu Brémy–Oldenburg. Nachází se přibližně 10 km západně od centra Brém a současně sousedí se spolkovou zemí Svobodné hanzovní město Brémy. Asi 25 km severozápadně leží Oldenburg. V roce 2016 zde žilo přibližně 79 tisíc obyvatel.

## Historie
Delmenhorst byl poprvé zmíněn v roce 1254 v listinách hrabství oldenburského. Zřejmě v roce 1247 zde vznikl hrad na obranu zdejší osady. Do roku 1436 fungovalo město jako součást hrabství Delmenhorst pod správou zdejších hrabat. Městská práva získal Delmenhorst roku 1371. V letech 1414–1436 bylo město začleněno pod arcibiskupství v Brémách, ale následně se vrátilo zpět pod správu Oldenburgu. Od roku 1440 do roku 1482 zde vládl Gerhard IV. z Oldenburgu, ale následně se město dostalo pod vliv krále Kristiána I. Dánského. Roku 1547 dobyl Delmenhorst oldenburský hrabě Anton I. Mezi lety 1577 až 1647 vládli městu opět příslušníci hrabství Delmenhorst. V roce 1615 zde byl vybudován evangelický kostel. Pod vliv Oldenburgu se hrabství Delmenhorst dostalo znova v letech 1647–1667. Od roku 1711 do roku 1731 bylo zdejší hrabství součásti Brunšvicko-lüneburského kurfiřtství. V této době zde zanikl hrad. Mezi lety 1811–1813 byl Delmenhorst obsazen Francouzi. V průběhu 19. století zasáhla město průmyslová revoluce a vznikla zde řada továren. Zpracovávaly se zde například juta, korek nebo ovčí vlna a vyrábělo se linoleum. Koncem 19. století patřil Delmenhorst k nejrozvinutějším městům mezi řekami Vezerou a Emží. Městským okresem bylo město prohlášeno v roce 1903. Mezi lety 1910 a 1916 zde byl postaven nový radniční komplex se 44metrovou vodárenskou věží architekta Heinze Stoffregena. Během druhé světové války nebylo město oproti jiným městům příliš poškozeno. Po válce bylo obsazeno britskými a kanadskými vojáky. V roce 2006 bylo začleněno do metropolitního regionu Brémy–Oldenburg.

## Partnerská města
- Allonnes (Sarthe), Francie
- Borisoglebsk, Rusko
- Eberswalde, Braniborsko, Německo
- Kolding, Dánsko
- Lublin, Polsko

## Rodáci
- Sarah Connor (* 1980), zpěvačka

## Galerie

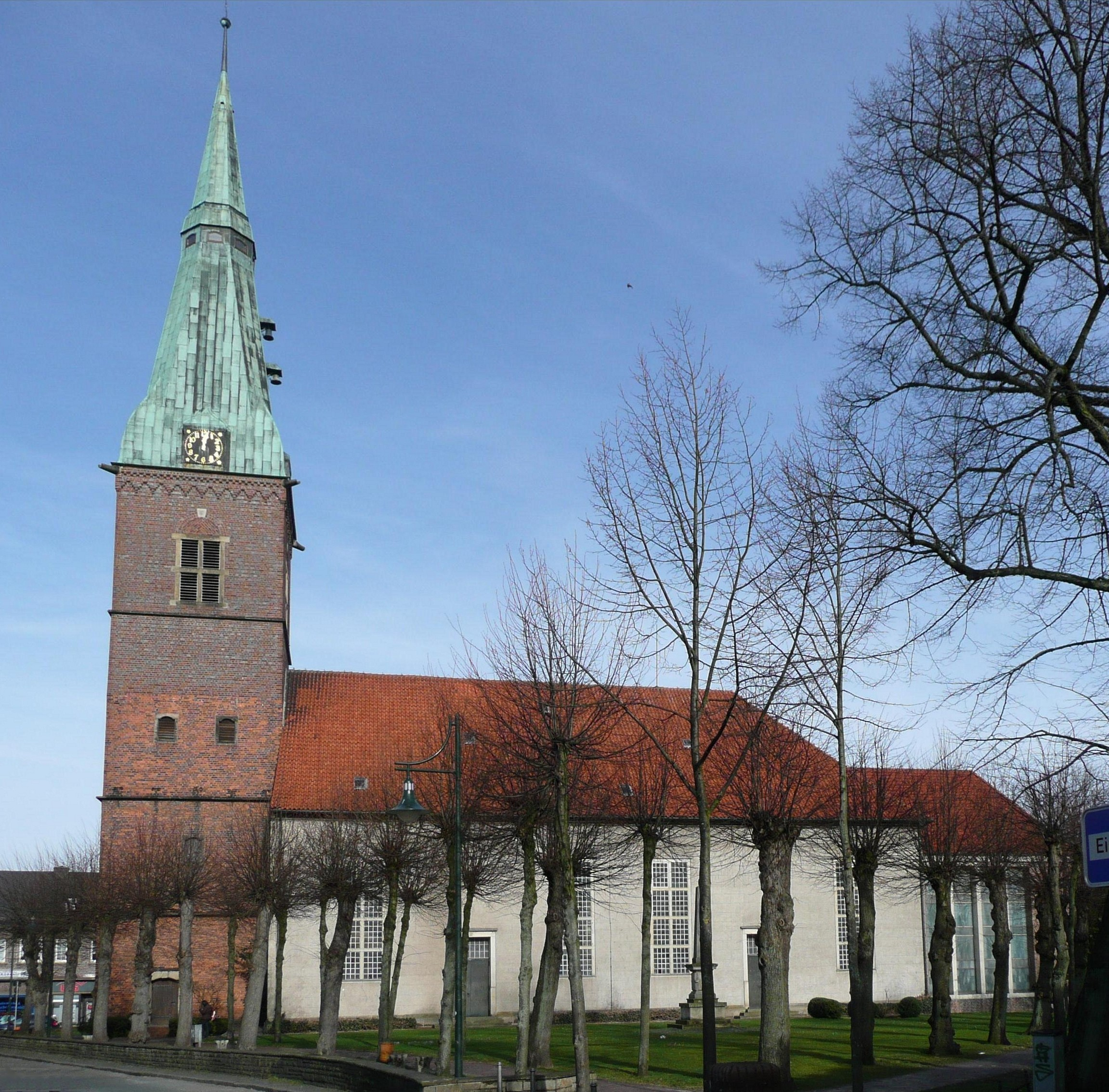
Evangelický kostel
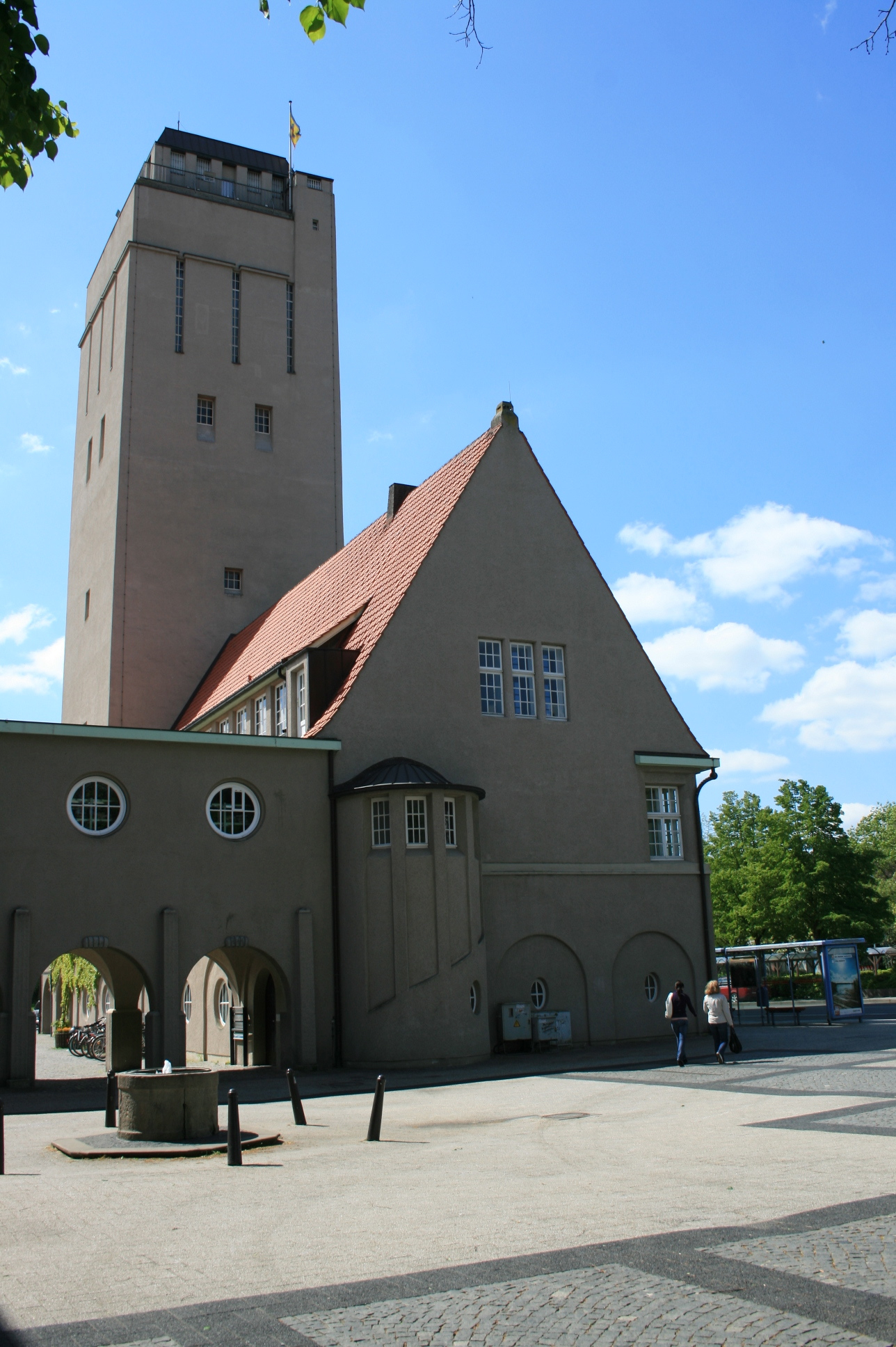
Vodárenská věž
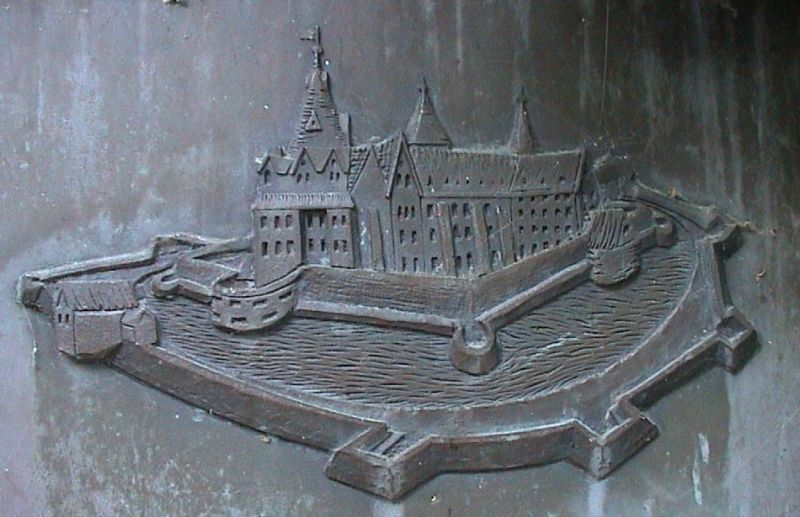
Hrad Delmenhorst v roce 1647